# Toni Spiss
Toni Spiss (ur. 8 kwietnia 1930 w Sankt Anton am Arlberg, zm. 20 marca 1993 tamże) – austriacki narciarz alpejski, brązowy medalista olimpijski oraz dwukrotny medalista mistrzostw świata.

## Kariera
Pierwszy występ na dużej imprezie międzynarodowej Toni Spiss zanotował w 1952 roku, kiedy wystąpił na igrzyskach olimpijskich w Oslo. Zdobył tam brązowy medal w slalomie gigancie, ulegając tylko Steinowi Eriksenowi z Norwegii oraz swemu rodakowi, Christianowi Pravdzie. W zawodach tych wyprzedził bezpośrednio ówczesnego mistrza olimpijskiego w biegu zjazdowym, Włocha Zeno Colò. Cztery dni później wystartował także w slalomie, jednak nie ukończył już pierwszego przejazdu. Dwa lata później wystartował na mistrzostwach świata w Åre, zdobywając brązowy medal w slalomie. Tym razem wyprzedzili go jedynie Stein Eriksen oraz Benedikt Obermüller z RFN. Na tej samej imprezie zajął także dziewiąte miejsce w gigancie.
W latach 1954–1955 wygrywał slalom podczas zawodów Hahnenkammrennen w Kitzbühel. Zdobył jeden tytuł mistrza Austrii, zwyciężając w 1952 roku w kombinacji alpejskiej. W 1955 roku zakończył karierę. Pracował później jako instruktor narciarstwa w stanie Vermont.

## Osiągnięcia

### Igrzyska olimpijskie
| Miejsce | Dzień     | Rok  | Miejscowość | Konkurencja | Czas biegu | Strata | Zwycięzca        |
| ------- | --------- | ---- | ----------- | ----------- | ---------- | ------ | ---------------- |
| 3.      | 15 lutego | 1952 | Oslo        | Gigant      | 2:25,0 min | +3,8 s | Stein Eriksen    |
| DNF     | 19 lutego | 1952 | Oslo        | Slalom      | 2:00,0 min | -      | Othmar Schneider |

### Mistrzostwa świata
| Miejsce | Dzień     | Rok  | Miejscowość | Konkurencja | Czas biegu  | Strata  | Zwycięzca        |
| ------- | --------- | ---- | ----------- | ----------- | ----------- | ------- | ---------------- |
| 3.      | 15 lutego | 1952 | Oslo        | Gigant      | 2:25,0 min  | +3,8 s  | Stein Eriksen    |
| DNF     | 19 lutego | 1952 | Oslo        | Slalom      | 2:00,0 min  | -       | Othmar Schneider |
| 3.      | 1 marca   | 1954 | Åre         | Slalom      | 2:20,06 min | +6,67 s | Stein Eriksen    |
| 9.      | 3 marca   | 1954 | Åre         | Gigant      | 1:52,5 min  | ?       | Stein Eriksen    |